# Larissa Alexandrowna Dolina

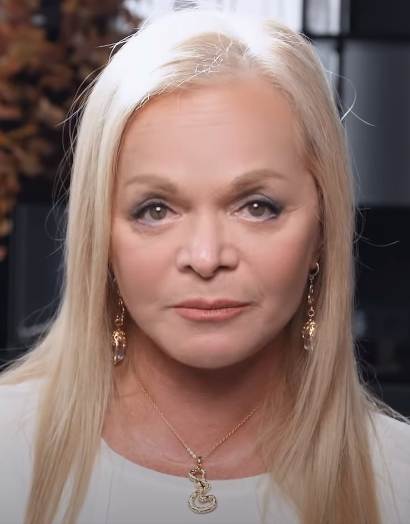
Larissa Alexandrowna Dolina, 2020

Larissa Alexandrowna Dolina (russisch Лариса Александровна Долина; * 10. September 1955 in Baku, Aserbaidschanische SSR) ist eine sowjetische und russische Sängerin und Schauspielerin.
Sie gewann diverse Preise und trägt seit 1998 den Ehrentitel Volkskünstler Russlands. Sie ist Mitglied in der Partei Einiges Russland.

## Biographie
Dolina wurde 1955 in eine jüdische Familie in Baku geboren. Als Dolina drei Jahre alt war, zog die Familie nach Odessa in die Ukraine. Dolina fing schon früh mit dem Klavierunterricht an.
Neben dem Klavier sang sie auch und sie machte sich einen Namen als Jazz-Sängerin. Sie lebte vier Jahre in Armenien und war Solistin für das Armenische Staatliches Varieté-Orchester (russisch Государственный эстрадный оркестр Армении). Sie studierte Gesang am renommierten Gnessin-Institut Moskau in der Abteilung für Pop-Musik, welches sie 1984 abschloss. Sie war außerdem Solistin für das Moskauer Sovremennik-Theater.
1983 hatte sie ihre erste Filmrolle im Film Wir sind vom Jazz von Karen Georgijewitsch Schachnasarow. Im selben Jahr zog sie nach St. Petersburg. 1985 änderte sie ihr Repertoire zur Popmusik.
Dolina gab auch im Ausland Konzerte, darunter im Madison Square Garden in New York City.

## Diskografie (Auswahl)
- 1988: Карточный домик
- 1989: Новый день
- 1993: Льдинка
- 1993: Прости Меня (Prosti Menya)
- 1994: Привыкай к Ларисе Долиной
- 1995: Долина в долине страстей
- 1996: "Прощай"… нет "До свидания"
- 1997: Погода в доме
- 1998: Счастливая доля
- 1999: Певица и музыкант
- 2000: Эпиграф